# Аджикабул
Аджикабул (також Хаджигабул) (азерб. Hacıqabul) — місто в Азербайджані, центр Аджикабульського району, залізничний та автомобільний вузол. Місто розташовано на березі однойменного озера в східній частині Ширванської рівнини. Для Аджикабула характерні дуже жарке літо та волога м'яка зима. Навколо переважають напівпустельні ландшафти.

## Назва
У давні часи берега озера були місцем ночівлі прочан-мусульман на шляху в Мекку. З тих часів походить і назва цих місць. «Хаждикабул! Нехай прийме Всевишній твій хадж!» — говорили прочани і ця назва закріпилась за цією місцевістю. Але є версії, що пов'язують назву з тюркським словом «аджи» — «гіркий».

## Історія
В ході останніх археологічних досліджень на березі озера знайшли споруди з петрогліфами, які датуються ІІІ тисячоліттям до нашої ери. Однак постійне поселення виникло в епоху іранського шаха Аббаса. Тоді виникло місто Махмудобад (15 століття). Але крім «перевалочної» функції, ймовірно, більше нічим не увійшло в історію. Місто переходило під владу різних іранських династій та васальних ханств, поки на початку ХІХ століття, його не приєднали до Росії. У 1938-90-х роках називалось Кази-Магомед, за іменем революціонера Кази Магомеда Агасиева.

## Туризм
Аджикабул — важливий туристичний центр. Щоправда в самому місті є лише колишнє навчальне льотне поле та будинок культури. Натомість туристів приваблює однойменне озеро. Воно є місцем рибалки та гніздівлі численних перелітних птахів (у тому числі рідкісних).
В Аджикабулі починається кілька туристичних екскурсійних маршрутів. Вони включають відвідини майстрів знаменитої ширванської килимарської школи «Сари халча».

## Уродженці
- Ібрагімова Ельза Імамеддін (1938—2012) — азербайджанська композиторка, народна артистка Азербайджанської Республіки